# Amorphochelus insulatus
Amorphochelus insulatus är en skalbaggsart som beskrevs av Marc Lacroix 1997. Amorphochelus insulatus ingår i släktet Amorphochelus och familjen Melolonthidae. Inga underarter finns listade i Catalogue of Life.